# Actuel (magazine français)
Pour les articles homonymes, voir Actuel (homonymie).
Actuel est un ancien magazine mensuel français fondé en 1967 qui a connu quatre versions : d'abord une sorte de fanzine consacré au jazz d’avant-garde et aux musiques alternatives, il devient en 1970, grâce à Jean-François Bizot, le principal périodique alternatif francophone, se faisant l'écho des mouvements libertaires post-mai 68 offrant une large place à la bande dessinée underground. Ayant joué un rôle précurseur dans la diffusion de la contre-culture en France, le journal se saborde en octobre 1975, estimant ne pas se renouveler et ne plus rien avoir à exprimer dans l'immédiat et ce, la première année où il est bénéficiaire.
En 1979, Actuel renaît de ses cendres dans sa troisième version et au fil des années, s'impose comme le mensuel branché et agitateur d'idées des années 1980. À son apogée, il flirte avec les 400 000 exemplaires et popularise le journalisme gonzo, entreprenant d'ambitieux reportages d'investigation ou de société, souvent décalés, insolents ou surprenants, sur des sujets totalement inédits.
À la fin des années 1980, le magazine connaît des difficultés. La perte de son originalité, la concurrence des photoreportages par la télévision et le départ de journalistes importants pour Canal+ font que les ventes tombent à moins de cent mille exemplaires. En 1991, une dernière formule est lancée, mais elle ne peut relancer le titre, d'autant plus que la Loi Évin interdit cette année-là la publicité pour le tabac et l'alcool, ce qui lui fait perdre 45 % de ses revenus publicitaires. 
Le magazine disparaît en décembre 1994.

## Histoire

### Actuel première série (1967-1970)
Dans sa première formule lancée en 1967, Actuel est d'abord une sorte de fanzine, imprimé et diffusé en indépendant, dirigé par Claude Delcloo (d) et spécialisé dans le jazz d’avant-garde, les musiques alternatives, etc. Il fut associé dès le mois de mars au tout nouveau label BYG Records fondé par Fernand Boruso (un ancien employé du label de Claude Lelouch), Jean-Luc Young et Jean Georgakarakos (les deux futurs fondateurs de Celluloïd).
Le périodique Actuel, engagé à gauche, se veut alors destiné à la contre-culture et accompagne les événements de Mai 68. BYG organise du 24 au 28 octobre 1969 le Festival Actuel à Amougies en Belgique, les autorités françaises, rendues prudentes par la période de mai 68, se montrant hostiles à l'organisation d'un tel festival sur le territoire français, : 80 000 personnes y verront Frank Zappa et The Mothers of Invention, Pink Floyd, Captain Beefheart, Soft Machine, Ten Years After, Archie Shepp, etc. Bientôt sous-titré « magazine des arts contemporains », Actuel s’ouvre au rock et à la culture hippie, ainsi qu’à des sujets de société comme la politique, la drogue et l’écologie. La maquette, sobre, en noir et blanc, est réglée par Roger Tallon. Les articles, sont pour la plupart non signés, issus de traductions de magazines alternatifs américains comme Oz ou IT; Delcloo gère les entretiens, Patrick Rambaud les pages livres, Gérard Jourd'hui et Philippe Aubert y contribuent également. Le siège parisien se situe au 60 rue de Richelieu. Jacques Bisceglia (de) fournit alors bon nombre de photographies.

### Actuel deuxième série (1970-1975)
En mai 1970, Jean-François Bizot, alors journaliste, entre à la rédaction aux côtés de Delcloo et va, tout en restant proche du courant initial, donner un nouvel essor au magazine. En octobre, il reprend les commandes et lance une nouvelle série et maquette, avec en couverture des dessins de Robert Crumb, un titre de une centré sur « les communautés contre la famille » et une quatrième offerte au Push Pin Studio (en) montrant The Rolling Stones : le ton est donné. Le prix du mensuel est fixé à 3 francs pour 64 pages en noir et blanc avec un cahier couleur au tons dégradés très « psychédéliques », il évolue jusqu'à 5 francs dès 1974, passant par un format 24,5 x 32 cm en 1973 entièrement en couleur, pour revenir ensuite au 21 x 27,7 d'origine.
En 1972, une société d'édition est fondée par Bizot appelée Nova Press.
L'équipe d'Actuel entre 1970 et 1975 est notamment composée de Michel-Antoine Burnier (rédacteur en chef), Patrick Rambaud, Yves Frémion et Bernard Kouchner (resté une année), Claudine Maugendre (maquettiste puis directrice de la photo), Jean-Pierre Lentin, Dominique Lacout, Léon Mercadet, Patrice Van Eersel, Jean Rouzaud, Jean-Paul Ribes, Yves Simon, entre autres. L'équipe s'amuse à se composer des pseudonymes collectifs facétieux : ainsi Bernard de Burnebise est un mélange de Bizot, Kouchner et Burnier ; Jean-François Ramburne c'est Bizot, Burnier et Rambaud. Le siège déménage au 2 impasse Lebouis où sont organisés des fêtes-bouclages mémorables.
Actuel publie dès la fin 1970 de la bande dessinée et fait connaître au public français des classiques traduits de l'underground américain. Il édite des numéros hors-série sous forme d'albums signés Crumb, entre autres, mais aussi des ouvrages (recueils d'entretiens, guide Actuel de bons plans).
Les illustrateurs, issus de la nouvelle génération américaine, sont à cette époque : Ron Cobb, Richard Corben, Robert Crumb, Gilbert Shelton, S. Clay Wilson ; parmi les Français, on compte Marcel Gotlib, Masse, Bruno Blum, Philippe Cousin, Mandryka et bien d'autres.
Le magazine tire sa révérence en octobre 1975 (no 58) — avec une reprise retouchée de la couverture du no 4 (janvier 1971) —, d'une façon inattendue puisque le journal se saborde, estimant ne pas se renouveler et ne rien avoir à dire dans l'immédiat "On n'a plus d'idées, il faut prendre le temps de réfléchir", et ce la première année où le journal est bénéficiaire !

### Actuel troisième et quatrième série (1979-1994)
Après deux almanachs (1977 et 1978), Actuel renaît de ses cendres en octobre 1979 au 33 rue du Faubourg Saint-Antoine, dans le quartier de la Bastille (11e arrondissement), avec pour sous-titre « nouveau et intéressant ». Le noyau des journalistes fondateurs se reforme avec le renfort d'une nouvelle génération de plumes, dirigés par Bizot, directeur, et Michel-Antoine Burnier, responsable de la rédaction. Le magazine s'impose comme le mensuel branché et agitateur d'idées des années 1980 avec succès puisque le tirage dépasse en moyenne les 250 000 exemplaires. Surnommé le « Paris Match des branchés », ses tirages flirtent avec les 400 000 exemplaires à son apogée,. Emile Laugier crée la maquette originale et assure la direction artistique (1979-1985). Fabrice Pernisco lui succède (1985-1990). En 1991, Jean-François Bizot commande au graphiste britannique Neville Brody une nouvelle formule, puis rappelle Émile Laugier (1992-1994).
Actuel est, dans les années 1980, le seul magazine français, avec L'Express, à entreprendre d'ambitieux reportages d'investigation ou de société, souvent décalés, insolents, surprenants, sur des sujets totalement inédits. Il participe à faire connaitre le hip hop en France via Jacques Massadian et Bernard Zekri qui organisent le New York City Rap Tour en 1982 avec Jean Karakos du label Celluloïd. Comme le souligne Vincent Bernière, on est entre les voyages extraordinaires d'un Jules Verne qui aurait croisé sur une route perdue Hunter Thompson et le côté Pulitzer dans le sérieux des comptes-rendus.  
Le magazine connaît des difficultés à la fin des années 1980. La perte de son originalité, la concurrence des photoreportages par la télévision et sa rédaction (Philippe Vandel, Ariel Wizman…) pillée par Canal+ expliquent notamment que les ventes sont tombées à moins de cent mille exemplaires. Une nouvelle formule est lancée en 1991, mais elle ne peut relancer le titre, d'autant plus que la Loi Évin interdit cette année-là la publicité pour le tabac et l'alcool, ce qui lui fait perdre 45 % de ses revenus publicitaires. Il disparaît finalement en décembre 1994 après avoir lancé une dernière formule. Un nouvel almanach paraît en 1998 titrant sur l'an 2000. L'équipe du mensuel, toujours autour de Bizot, avait lancé entretemps Radio Nova (1981) puis Nova Production (1992),. 
En janvier 1995 sort Nova magazine, mensuel culturel urbain des sorties parisiennes, destiné aux publics des 18-35 ans, inspiré de Time Out dont les rédacteurs en chef furent Patrick Zerbib (présent aux débuts d’Actuel) puis Vincent Borel, entre autres. Le mensuel disparaît en décembre 2004. 
Actuel a plusieurs fois parodié d'autres périodiques (la couverture de L'Express pour un « numéro copié-cochon », L'Hibernation pour Libération, Chienlit Hebdo pour Charlie Hebdo, etc.). Le journal est à ce titre une source directe d'inspiration avouée pour le collectif Jalons, mais aussi pour  Canal+ via Bernard Zekri entre autres. Il l'est aussi pour une jeunesse qui ne l'a pas connu directement, par exemple pour le fondateur de So Foot et Society : l'esprit Actuel, s'il semble traverser les décennies, a durablement marqué le paysage médiatique français.
Jean-François Bizot est décédé d'un cancer le 8 septembre 2007,.

## Contributeurs récurrents (1979-1994)
- Liste des collaborateurs d'Actuel

- André Bercoff
- Alain Bizos
- Bruno Blum
- Henri de Bodinat
- Michel-Antoine Burnier
- Phil Casoar
- Brigitte Cornand
- Jocie Drehaut
- Doug Headline
- Frédéric Joignot (RC)
- Ariel Kyrou (RC-adjoint)
- Rémy Kolpa Kopoul
- Daniel Lainé
- Émile Laugier
- Jean-Pierre Lentin
- Jacques Massadian
- Léon Mercadet
- Bernard Nauer
- Christophe Nick
- Fabrice Pernisco
- Patrick Rambaud
- Fabrice Rebois
- Jean-Paul Ribes
- Denis Robert
- Jean Rouzaud
- Nathalie de Saint-Phalle
- Frédéric Taddeï
- François Weyergans
- Philippe Vandel
- Patrice Van Eersel
- Ariel Wizman
- Rocking Yaset
- Bernard Zekri

## Récits de Jean-François Bizot
- Jean-François Bizot (s/dir.), Underground. L'histoire, Denoël, 2001  (ISBN 978-2207252857).
- Jean-François Bizot, Free Press. La contre culture vue par la presse underground, Paris, Actuel/Panama, 2006  (ISBN 978-2755700244).